# Lister og Mandals prosteri

Prosterier i Agder og Telemarks stift. Det gula området på kartan är Lister og Mandals prosteri.

Lister og Mandals prosteri (norska: Lister og Mandal prosti) är ett kontrakt (prosteri, norska: prosti) i Agder og Telemarks stift inom Norska kyrkan. Kontraktet omfattar kommunerna Farsund, Flekkefjord, Hægebostad, Kvinesdal, Lindesnes, Lyngdal och Sirdal i Agder fylke i södra Norge.

## Socknar
Lister og Mandals prosteri består av 19 socknar (norska: sokn eller sogn):
- Bakke socken
- Eikens socken
- Farsunds socken
- Feda socken
- Fjotlands socken
- Flekkefjords socken
- Grindheims socken
- Gylands socken
- Hidra socken
- Holums socken
- Hægebostads socken
- Konsmo socken
- Kvinesdals socken
- Lindesnes socken
- Lista socken
- Lyngdals socken
- Mandals socken
- Marnardals socken
- Sirdals socken